# العراقى (إب)

تعديل مصدري - تعديل

العراقي هي إحدى قرى عزلة شعب يافع بمديرية إب التابعة لمحافظة إب، بلغ تعداد سكانها 157 نسمة حسب تعداد اليمن لعام 2004.